# Madrid (cráter)
Madrid es un pequeño cráter de impacto situado en el cuadrángulo Cebrenia de Marte, localizado en las coordenadas 48,45°N de latitud y 135,44°E de longitud. Tiene 3,8 km de diámetro y recibió su nombre en honor de la ciudad de Madrid (España) en 1979. Su forma irregular recuerda vagamente la silueta de un ojo humano.
|  |

Está localizado en una zona relativamente llana, que presenta ligeras ondulaciones del terreno. Al este nor-este aparece el cráter Mie, que con 104 km de diámetro es el elemento más reseñable de las inmediaciones del cráter Madrid. Forma parte de una extensa relación de pequeños cráteres próximos al lugar de aterrizaje de la sonda Viking 2, que han recibido en su mayoría nombres de ciudades.